# Villa Cetinale
 (février 2023).
La Villa Cetinale est une villa baroque du XVIIe siècle entourée d'un jardin à l'italienne en Toscane. La propriété est située dans le hameau de Cetinale près de Sovicille à l'ouest de Sienne, en Toscane, Italie. La propriété est  connue pour ses jardins, disposés dans une symétrie classique, ainsi que pour ses jardins boisés.

## Histoire

### XVIIesiècle
La résidence était à l'origine un modeste bâtiment entouré de maisons de ferme, propriété de Fabio Chigi (1599-1667). Chigi a employé Benedetto Giovannelli, un architecte local, pour concevoir les plans d'une nouvelle villa, dont la construction a eu lieu entre 1651 et 1655. Après que Fabio Chigi soit devenu pape Alexandre VII, en 1655, les travaux sont arrêtés.
En 1676, la villa et les terres sont héritées par le neveu du pape, le cardinal Flavio Chigi (1631-1693), prince de Farnèse, duc d'Ariccia et prince du Saint Empire romain germanique. En 1680, le cardinal Chigi engage l'architecte Carlo Fontana  pour redessiner la villa, initialement appelée « Villa Chigi » et planifier les jardins. Fontana est un ancien élève de Gian Lorenzo Bernini. Sa conception transforme la villa dans le style baroque romain.
Après la mort du cardinal Chigi en 1693, le domaine passe à la branche de famille Chigi-Zondadari, qui le conserve jusqu'à la fin du XXe siècle.

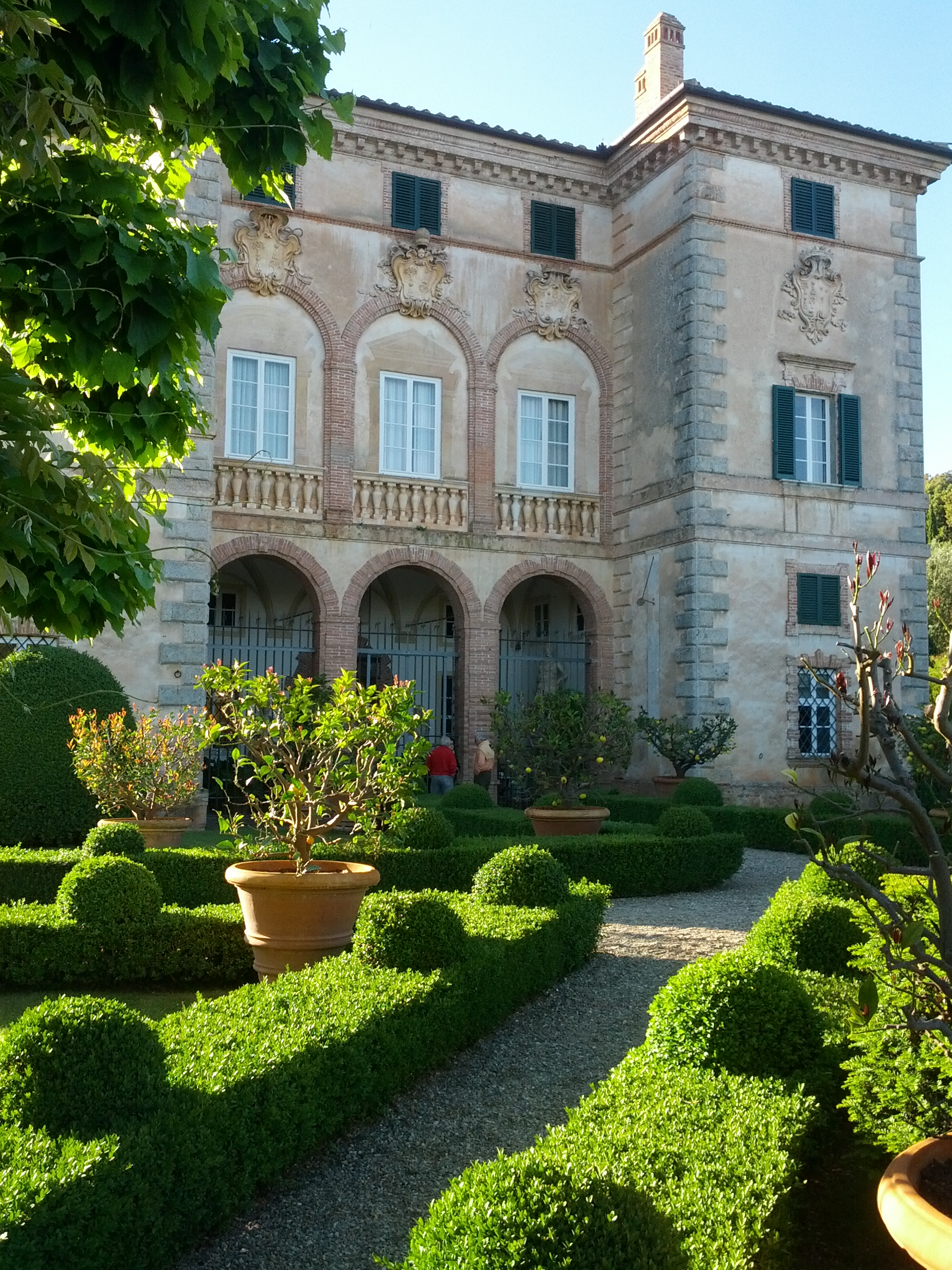
Villa Cetinale.
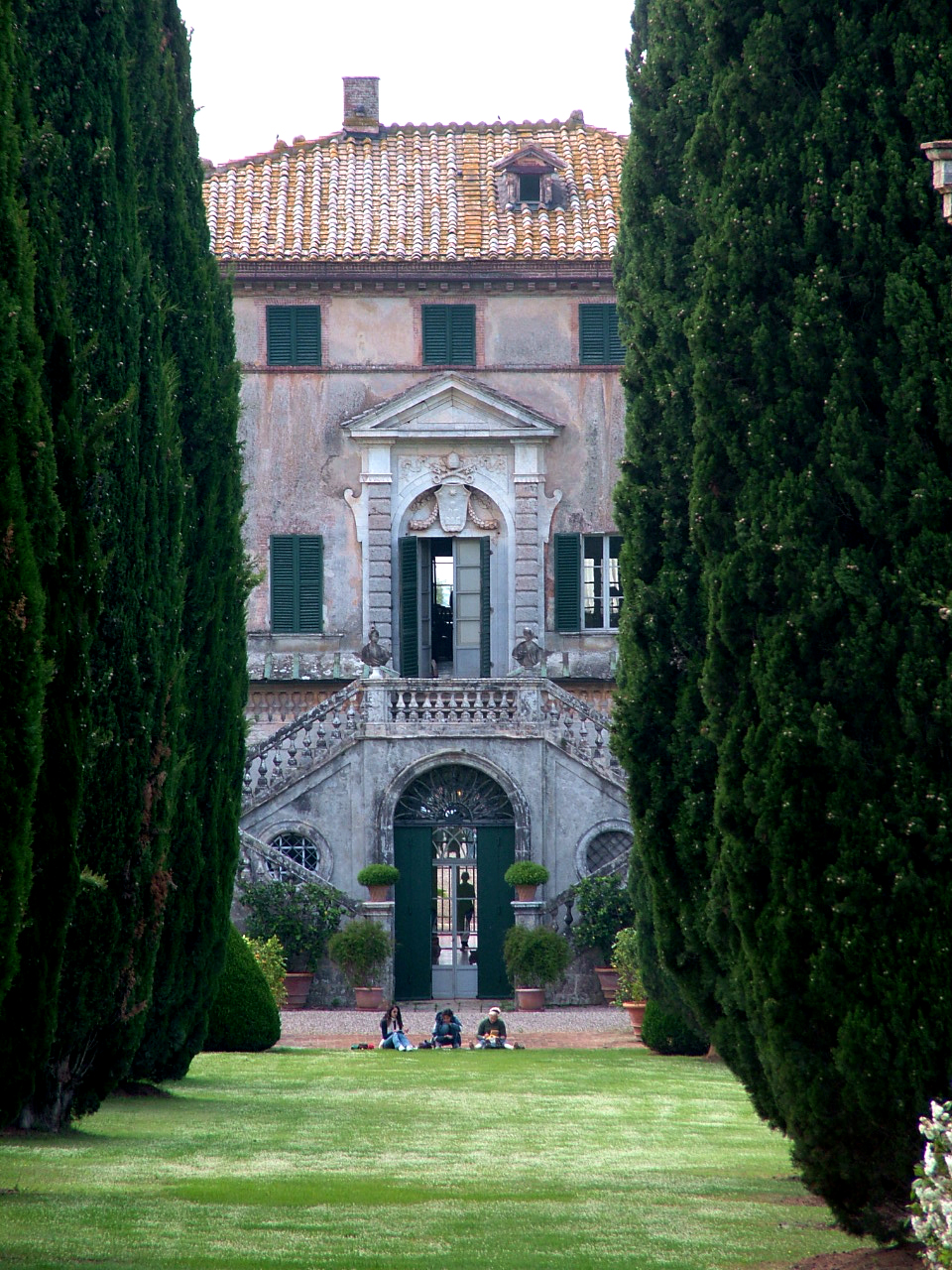
La façade arrière de la villa, avec des escaliers d'entrée jumelés au piano nobile.

### XXesiècle
La Villa Cetinale est acquise en 1977 par l'aristocrate britannique Antony Lambton  qui s'y retire. Pendant près de trois décennies, il restaure la villa et les plantations des jardins. Il est mort à Sienne en 2006  Le domaine est désormais disponible à la location privée, avec des visites du jardin  sur rendez-vous.

## Jardin

### Axe principal
Le plan des jardins de la Villa Cetinale est dans le style Giardino all'italiana, avec un axe principal.
Il commence au plan inférieur bien en dessous de la maison, avec une grandestatue d' Hercule . L'axe s'étend à travers le paysage naturel et agricole et à mi-chemin aux environs de la villa , jusqu'à son terminus sur le sommet de la colline où se trouve un ermitage (Romitorio)
Sur l'axe de la façade avant de la villa se trouve la Limonaia, un jardin de citronniers en pot, agrémenté de statues par Giuseppe Mazzuoli (1644-1725) et de topiaires de « style baroque ». Sur l'axe de la façade arrière, un double escalier symétrique monte à l'entrée principale de la villa, au niveau du piano nobile , suivant la coutume romaine de réserver le rez-de-chaussée aux usages domestiques.
Derrière la villa, une allée ( allée ) de cyprès italien  ( Cupressus sempervirens) définit l'axe à travers jardins et champs jusqu'au pied de la colline. Un grand escalier de pierre mène à travers les bois de la colline, jusqu'au point focal de la tour de l'ermitage.

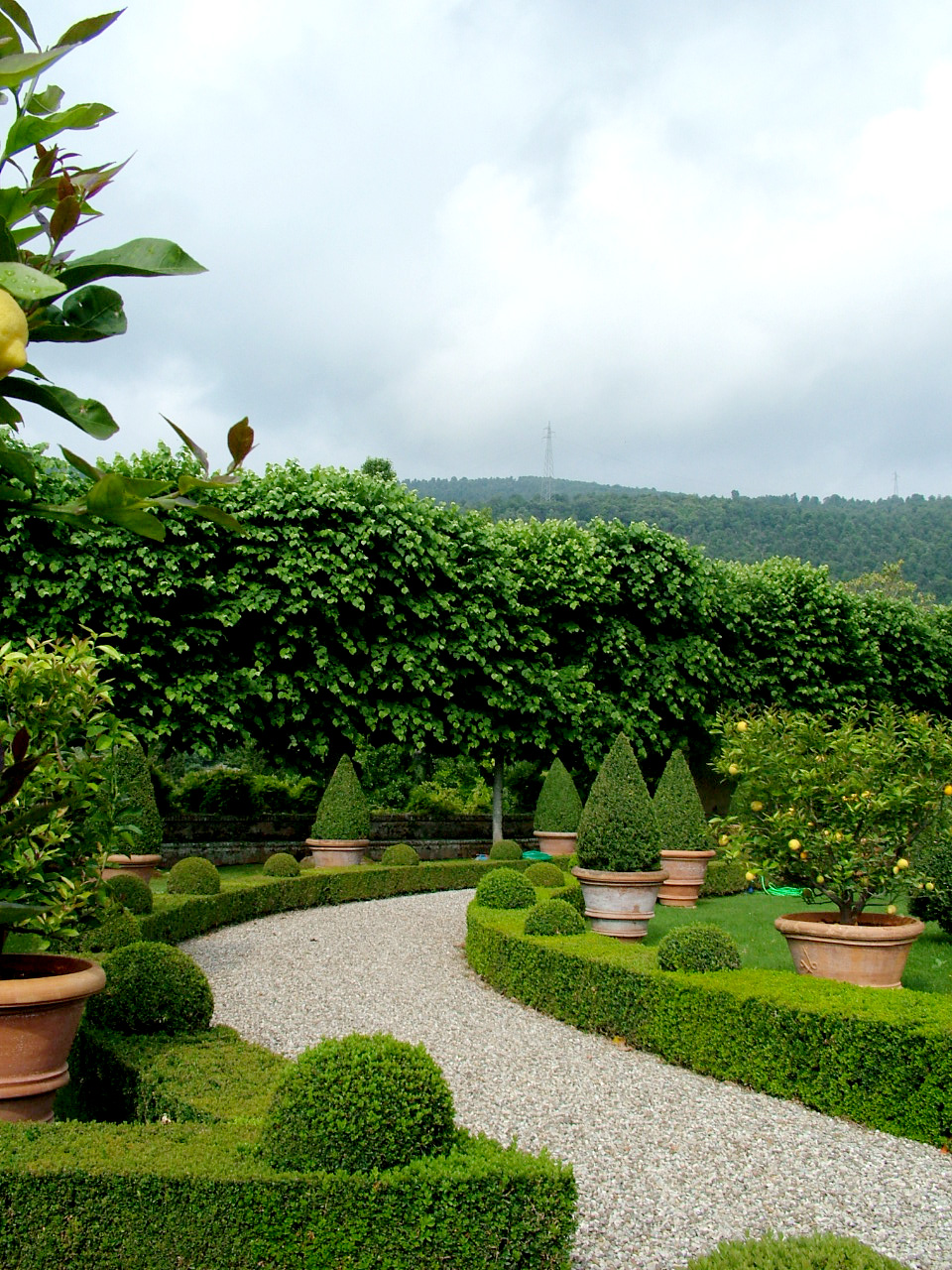
Le jardin de citronniers en pot de Limonaia à l'avant de la villa.
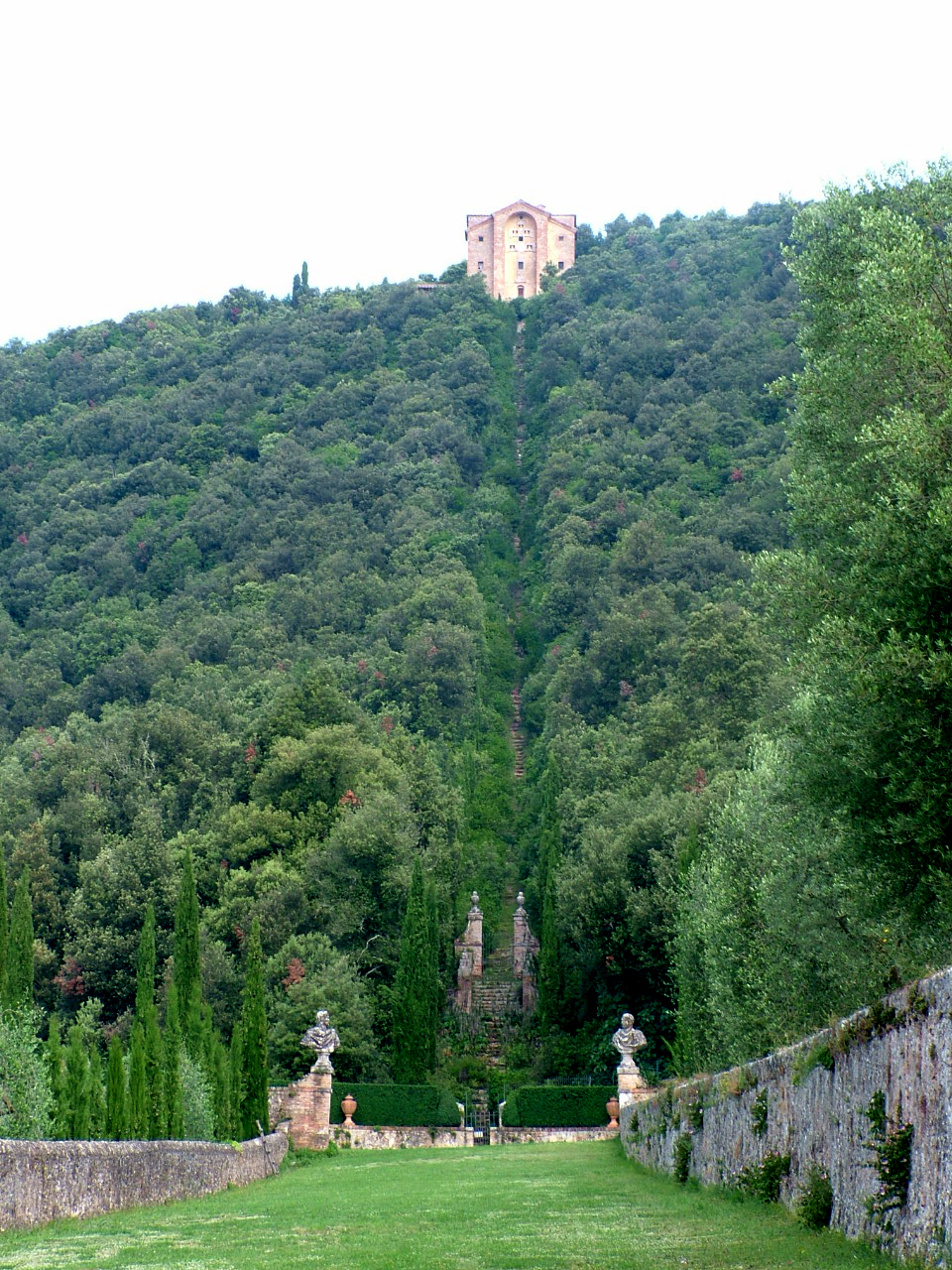
La vue de l'axe du jardin depuis la villa jusqu'au terminus de l'ermitage (Romitorio)
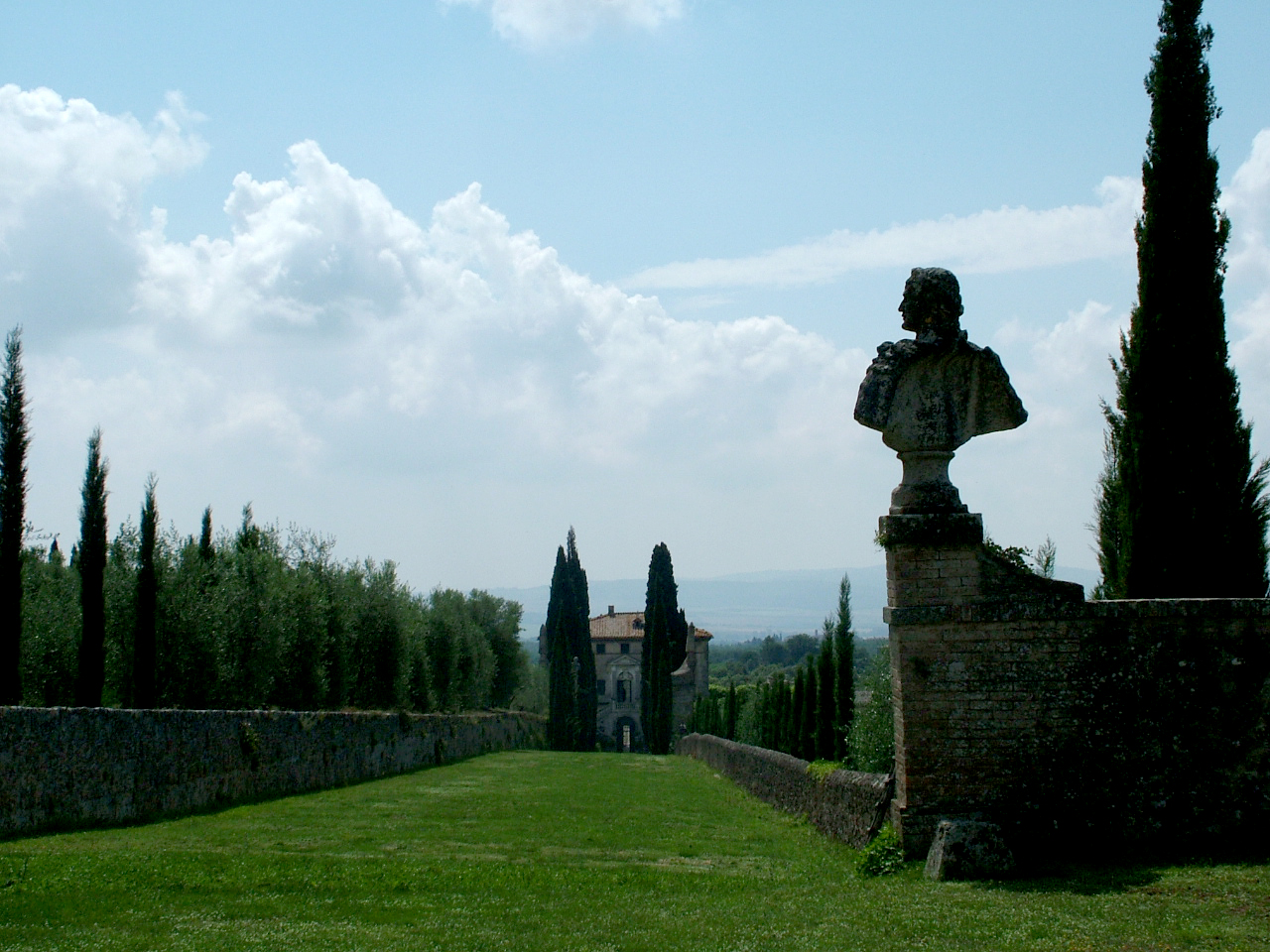
Vue depuis le pied de la colline, le long de l'avenue ( allée ) de l'axe du jardin, jusqu'à la villa.

### Autres éléments
À côté de la villa, un axe secondaire s'étend vers le nord-est à travers une terrasse à balustres et à travers une oliveraie jusqu'à un haut clocher en maçonnerie, avec horloge.
Au nord-est de l'axe principal, au-delà du clocher, une allée de jardin se déroule autour d'une colline, traversant les «bois sacrés» avec des statues en pierre et des sculptures d'animaux, également de Giuseppe Mazuoli. À l'ouest  une longue passerelle en boucle traverse des bois ouverts devant une série de sanctuaires religieux avec des statues. Les oliveraies font également partie du paysage entourant la villa.
La restauration de Lambton a également développé de nouvelles terrasses de jardin hors axe et des jardins de fleurs à côté de la villa.

## Ouvrages
La Villa Cetinale était l'un des 70 jardins inclus par Edith Wharton dans son livre de 1904 Villas italiennes et leurs jardins, avec des illustrations et un plan de celui-ci. Le jardin est également inclus dans le livre de 1997 Edith Wharton's Italian Gardens de Vivian Russell et présenté sur la couverture.